# Генадий Невелски
Генадий Иванович Невелски (на руски: Геннадий Иванович Невельской) е руски военен, мореплавател, изследовател на Далечния Изток, откривател на протока между остров Сахалин и континента.

## Произход и военноморска кариера (1813 – 1848)
Роден е на 5 декември 1813 година в село Дракино, Руска империя (днес в Костромска област), в семейство на морски офицер. През 1829 г. постъпва, а през 1832 завършва Морския кадетски корпус в Петербург и е командирован във флота. През 1836 г. завършва Морската академия и с чин лейтенант е назначен на кораба „Белона“, на който под ръководството на Фьодор Литке се обучава на морско дело великия княз Константин. Престижната длъжност му гарантира бързо придвижване по служебната стълбица и завидна кариера.
През 1847 г. Невелски е назначен за командир на транспортния кораб „Байкал“, като му е поставена задача да превози до Камчатка стоки и продоволствия. Още преди назначаването си на „Байкал“ той живо се интересува от старинните известия за островния характер на Сахалин и свежите съобщения на местни моряци, опровергаващи грешното мнение на Иван Крузенщерн, че Сахалин е полуостров.

## Експедиционна дейност (1848 – 1854)

### Установяване островното положение на Сахалин
На 28 август 1848 г. „Байкал“ отплава от Кронщад и на 12 май 1849 г. стига до Камчатка, където занася на заселниците оборудване, продоволствия и дрехи. На 30 май Невелски самоволно излиза в открито море, пресича Охотско море и навлиза в Сахалинския залив. След като достига до южната част на залива той изпраща с лодка на югозапад лейтенант Пьотър Василиевич Казакевич с няколко моряци, които се добират до устието на Амур.
Сам Невелски с три лодки през юли 1849 г. обхожда устието на реката, като през цялото време извършва измервания на дълбочината, след което се спуска на юг до най-северната точка достигната през 1787 г. от Жан-Франсоа Лаперуз и окончателно доказва, че Сахалин е остров, като е отделен от континента с проток широк 7,5 km. По късно този проток, представляващ най-тясната част на Татарския проток, е наречен в неговата чест – Невелски. Освен това Невелски доказва, че устието на Амур е достъпно за влизане на морски съдове.
След като отправя „Байкал“ на зимуване в Петропавловск Камчатски, през зимата на 1849 – 1850 г. се отправя към Петербург, където е приет от император Николай I, който го назначава за ръководител на нова експедиция в Далечния Изток и го произвежда в капитан 2-ри ранг.

### Амурска експедиция (1850 – 1854)
Основната задача на новата експедиция е построяването на селище в района, което да стане център за търговия с местното население и мащабно изследване на долния басейн на Амур и остров Сахалин.
През пролетта на 1850 г. Невелски се отправя обратно към Амур, където у северния вход на Амурския лиман през юни 1850 основава зимовището Петровское, което става основна база на експедицията през цялото ѝ времетраене. След като установява, че пристанището на новооснованото зимовище не е пригодно за зимуване на кораби, с лодки се изкачва още 100 km нагоре по реката и на 1 август 1850 г. на левия бряг на Амур основава Николаевския пост (сега град Николаевск на Амур). Там той издига руския флаг и обявява целия Приамурски край и остров Сахалин за руски владения.
До 1853 г., въпреки забраната на императора, основава няколко селища на езерото Кизи, в залива Дьо Кастри, в залива Советская Гаван и на остров Сахалин, като по този начин утвърждава руското присъствие в района. Неговите подчинени лейтенант Николай Бошняк и щурманите Дмитрий Орлов, Григорий Данилович Разградски и Николай Рудановски до 1854 г. откриват, изследват, описват и картират големи участъци от долния басейн на Амур, остров Сахалин и бреговете на Татарския проток.
Министерския съвет, възмутен от самоуправството на Невелски, постановява да бъде разжалван в матрос и да освободи поста, който заема. Тогавашния генерал-губернатор на Източен Сибир Муравьов-Амурски успява да издейства аудиенция при императора и представя нещата в истинска светлина. На подписания от министрите документ за разжалването на Невелски Николай I написва „Поступок Невельского молодецкий, благородный и патриотический, и, где раз поднят русский флаг, он уже опускаться не должен“ – и награждава Невелски със следващ чин – капитан 1-ви ранг.

## Следващи години (1854 – 1876)
През 1854 г. организира експедиция по изследването на Амур, която се възглавява от генерал-губернатора Николай Муравьов-Амурски. Същата година е произведен в контраадмирал, през 1864 – във вицеадмирал, а през 1874 – в пълен адмирал.
През 1856 г. е отзован от Далечния Изток и назначен за член на научния отдел на Морския технически комитет.
Умира на 29 април 1876 г. в Санкт Петербург на 62-годишна възраст. Погребан в Новодевическото гробище.

## Памет
Неговото име носят:
- Географски обекти:
  - връх Невелски (50°27′ с. ш. 143°14′ и. д. / 50.45° с. ш. 143.233333° и. д.), на остров Сахалин,
  - град Невелск (46°39′ с. ш. 141°52′ и. д. / 46.65° с. ш. 141.866667° и. д.), на остров Сахалин, Русия;
  - залив Невелски (52°04′ с. ш. 141°25′ и. д. / 52.066667° с. ш. 141.416667° и. д.), на Охотско море, в протока Невелски;
  - залив Невелски (47°00′ с. ш. 141°50′ и. д. / 47° с. ш. 141.833333° и. д.), на Японско море, на западното крайбрежие на остров Сахалин;
  - нос Невелски (51°57′ с. ш. 141°25′ и. д. / 51.95° с. ш. 141.416667° и. д.), на западното крайбрежие на протока Невелски;
  - плитчина Невелски в Амурски лиман на Охотско море;
  - подводен връх Невелски в Тихия океан;
  - проток Невелски (52°10′ с. ш. 141°36′ и. д. / 52.166667° с. ш. 141.6° и. д.), между остров Сахалин и континента, свързващ Японско с Охотско море;

- Други:
  - Висше инженерно морско училище във Владивосток;
  - паметници във Владивосток, Николаевск-на-Амур и Хабаровск
  - улица „Генадий Невелски“ във Владивосток;
  - филма „Залив на щастието“ (Залив счастья) (Свердловска киностудия, 1988).

## Трудове
- „Подвиги русских морских офицеров на крайнем востоке России. 1849 – 55“, Хабаровск, 1969